# کلاه‌کبود علیا
کلاه‌کبود علیا، روستایی از توابع بخش مرکزی شهرستان کرمانشاه در استان کرمانشاه ایران است.

## جمعیت
این روستا در دهستان میان‌دربند قرار دارد و براساس سرشماری مرکز آمار ایران در سال ۱۳۸۵، جمعیت آن ۷۳ نفر (۱۸خانوار) بوده‌است.
روستای کلاه کبود علیا در ۳۵ کیلومتری غرب کرمانشاه جاده پاوه قرار دارد داری زمین کشاورزی دیم بوده و اکثر ساکنان آن بنا به دلایلی به شهر مهاجرت نموده‌اند لذا به این دلیل جمعیت آن کمتر از جمعیت حقیقی می‌باشد. 

مردم این روستا از طایفه الهیارخانی و ایل سنجابی که از ایلات بزرگ غرب کشور است، می‌باشند و تمام اهالی روستا تقریبا با هم چه از نظرنسب و چه سبب با هم فامیل می‌باشند.